# Боржомі (місто)
Боржо́мі (груз. ბორჯომი) — місто, адміністративний центр Боржомського муніципалітету, мхаре Самцхе-Джавахеті, Грузія, бальнеологічний та кліматичний курорт.

## Розташування
Боржомі розташоване у Боржомській ущелині на річці Мткварі, при впадінні у неї її правих приток річок Боржомі та Гуджаратіскалі, на висоті близько 800 м над рівнем моря.

## Клімат
Клімат теплий, помірно вологий.
| Клімат Боржомі            | Клімат Боржомі | Клімат Боржомі | Клімат Боржомі | Клімат Боржомі | Клімат Боржомі | Клімат Боржомі | Клімат Боржомі | Клімат Боржомі | Клімат Боржомі | Клімат Боржомі | Клімат Боржомі | Клімат Боржомі | Клімат Боржомі |
| Показник                  | Січ.           | Лют.           | Бер.           | Квіт.          | Трав.          | Черв.          | Лип.           | Серп.          | Вер.           | Жовт.          | Лист.          | Груд.          |                |
| Середній максимум, °C     | 1,3            | 3,1            | 7,9            | 14,2           | 19,4           | 22,5           | 25,0           | 25,1           | 21,3           | 15,7           | 8,7            | 3,7            |                |
| Середня температура, °C   | −3,2           | −1,6           | 2,7            | 8,0            | 13,1           | 16,2           | 18,9           | 18,8           | 14,8           | 9,6            | 3,9            | −0,7           |                |
| Середній мінімум, °C      | −7,7           | −6,3           | −2,4           | 1,9            | 6,8            | 10,0           | 12,8           | 12,6           | 8,3            | 3,5            | −0,9           | −5             |                |
| Норма опадів, мм          | 41.1           | 40.6           | 41.1           | 55.3           | 81.2           | 85.3           | 51.0           | 48.3           | 51.8           | 62.7           | 51.6           | 43.4           |                |
| Днів з опадами            | 11,4           | 10,8           | 11,9           | 12,8           | 16,6           | 15,7           | 10,7           | 10,3           | 10,3           | 11,4           | 10,4           | 10,5           |                |
| ------------------------- | -------------- | -------------- | -------------- | -------------- | -------------- | -------------- | -------------- | -------------- | -------------- | -------------- | -------------- | -------------- | -------------- |
| Джерело: Climate-Data.org |                |                |                |                |                |                |                |                |                |                |                |                |                |

## Історія

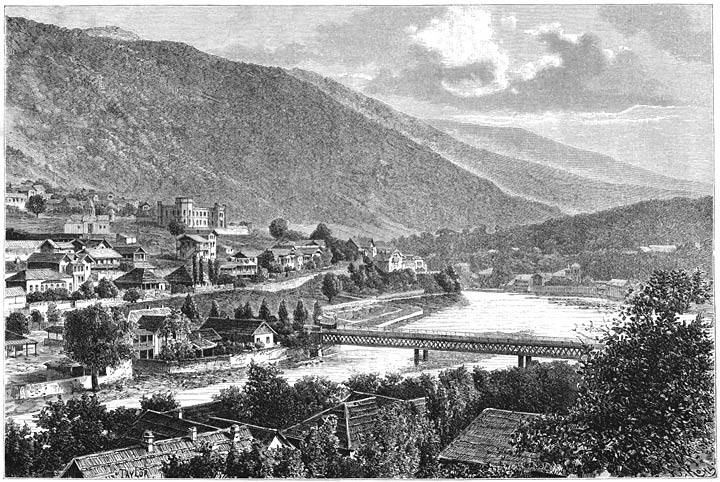
Боржомі у 1887 році

Під теперішньою назвою Боржомі вперше згадується у XIX столітті, коли на території нинішнього парку Боржомі було виявлено два родовища мінеральних вод. Відтоді на території Боржомі почався розвиток бальнеологічного курорту.

## Курорт
Боржомі є відомим бальнеологічним та кліматичним курортом.
Джерела мінеральної (вуглекислої гідрокарбонатно-натрійової) води (сезон — цілий рік).

## Економіка
Промисловий розлив мінеральної води в Боржомі почався 26 листопада 1890 року. У радянські часи протягом доби добували 300—400 тис. літрів води.
Заводи: розливу мінеральних вод, склоробний, хлібний, млин.
7 санаторіїв, 3 будинки відпочинку, лісовий технікум, краєзнавчий музей, театр, будинок культури.
Навколо Боржомі — кілька гірськокліматичних та бальнеологічних курортів, що становлять Боржомську групу: Бакуріані, Цемі, Лібані та інші.

### Транспорт
Залізничний вузол; вихідний пункт вузькоколійної залізниці Боржомі — Бакуріані.

## Особи
- Александрович Ігор Борисович — український графік;
- Олександр Сутгоф — декабрист, керівник боржомського казенного маєтку і палацу великого князя Михайла Миколайовича з 10 грудня 1859 року;

## Галерея

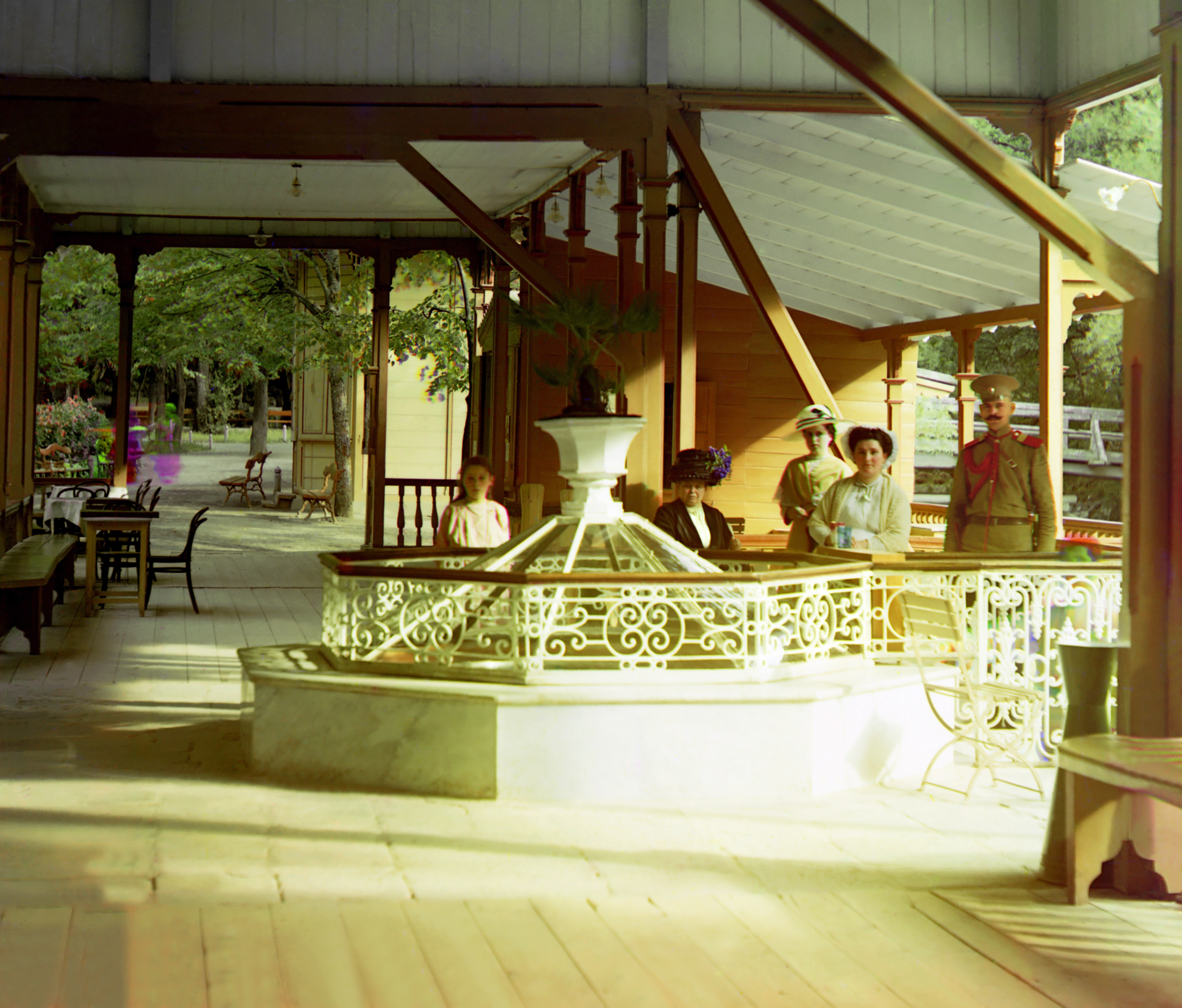
«Катеринське джерело», назване так на честь доньки генерала Гловіна, 1905-1915
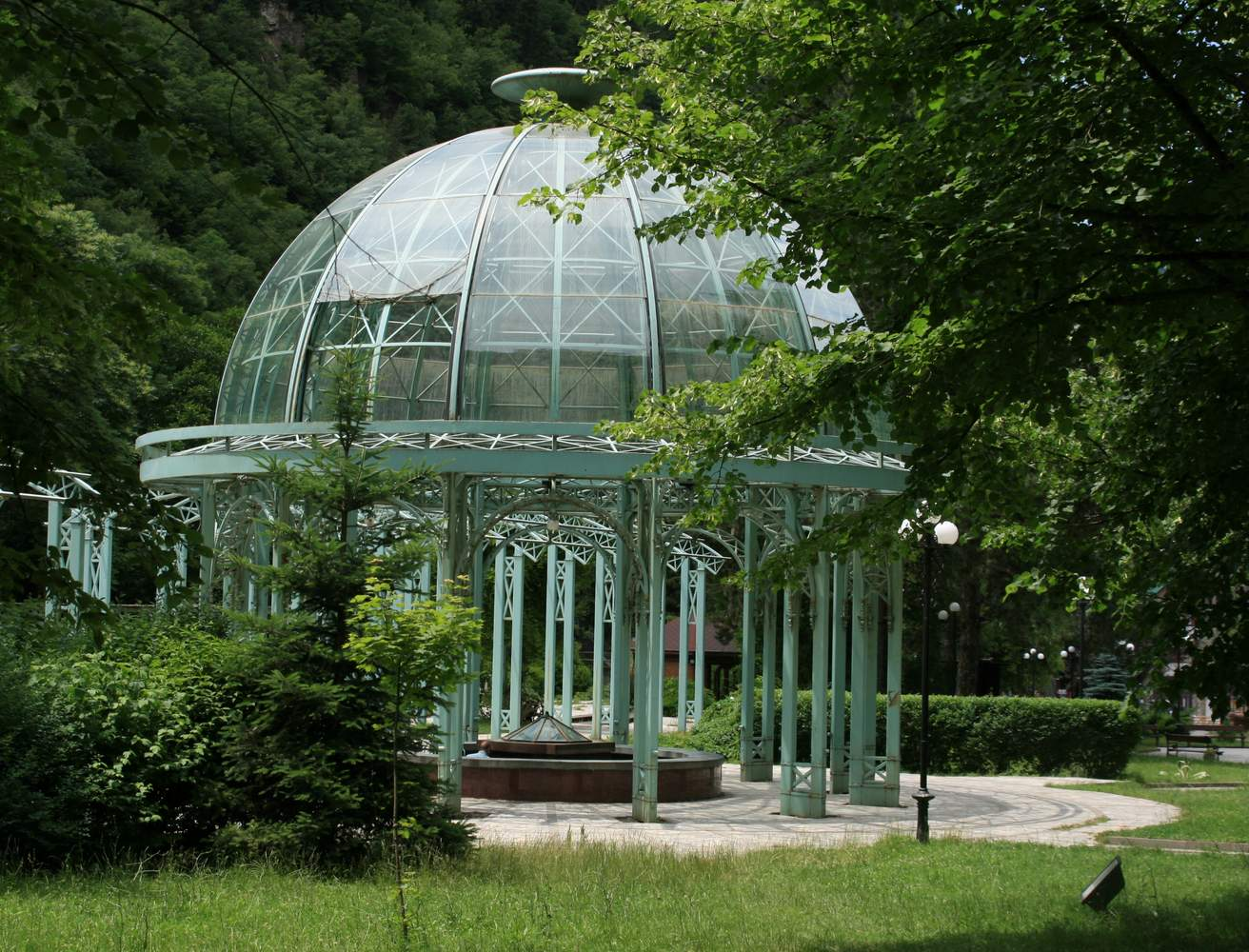
Джерело мінеральної води у Боржомі
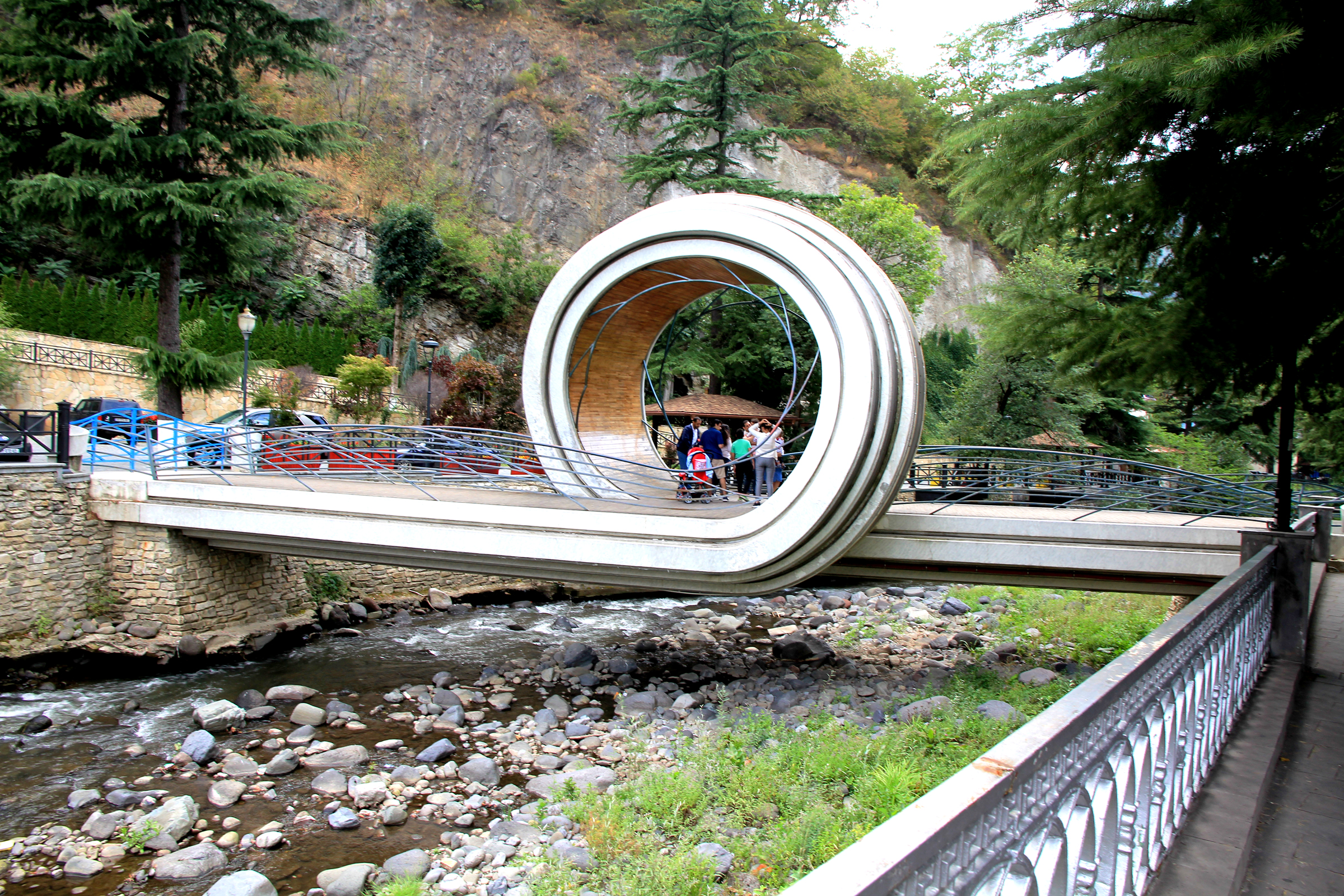
Пішохідний міст
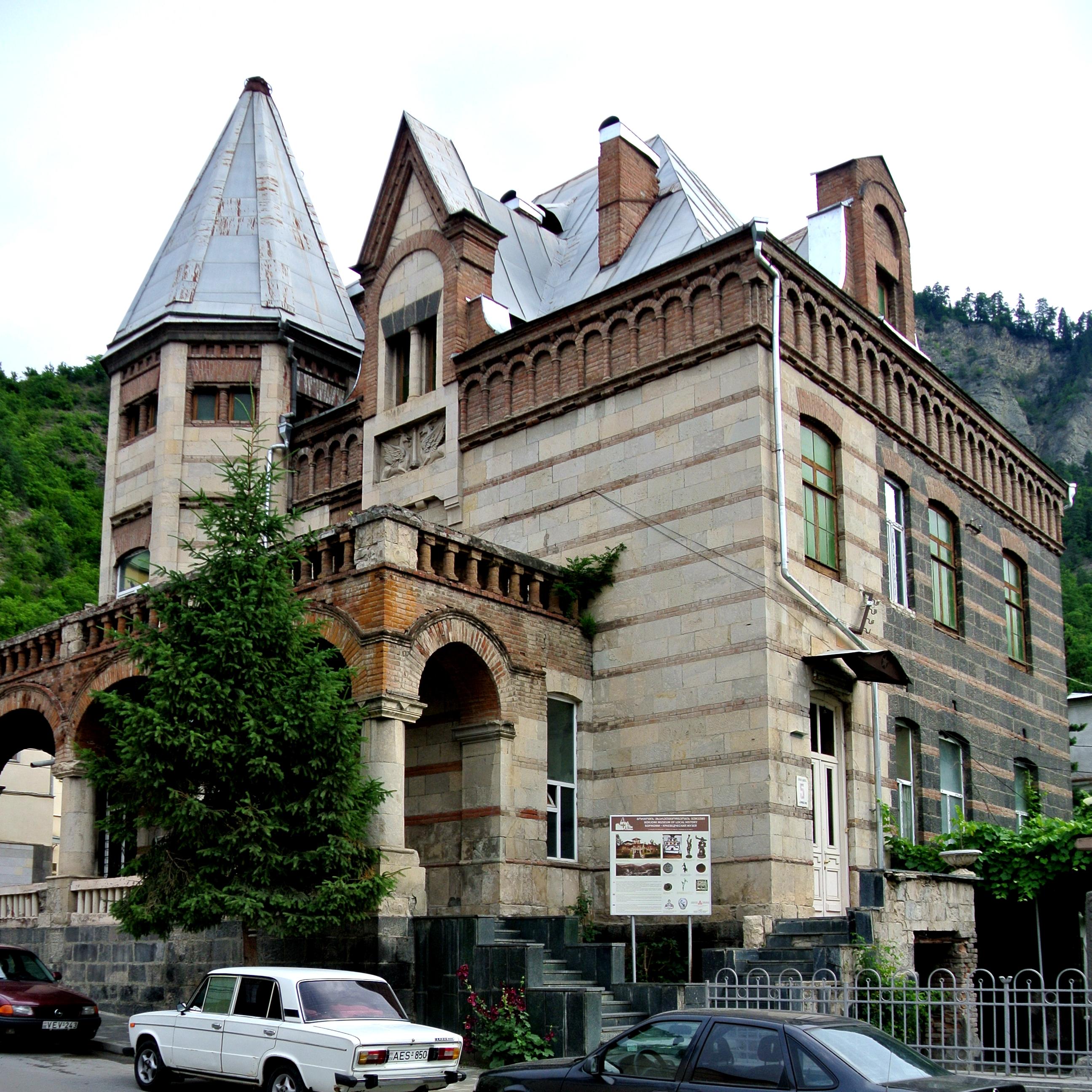
Краєзнавчий музей міста